# Stictoptera humeralis
Stictoptera humeralis är en fjärilsart som beskrevs av Walker 1864. Stictoptera humeralis ingår i släktet Stictoptera och familjen nattflyn. Inga underarter finns listade i Catalogue of Life.